# Saint-Samson (Morbihan)
Pour les articles homonymes, voir Saint-Samson.
Saint-Samson est une ancienne commune française du département du Morbihan en région Bretagne.

## Histoire

### Moyen-Âge
Selon un aveu de 1471, Saint-Samson-sur-l'Oust était, au sein de la Vicomté de Rohan, une des 46 paroisses ou trèves de la seigneurie proprement dite de Rohan.

### Temps modernes

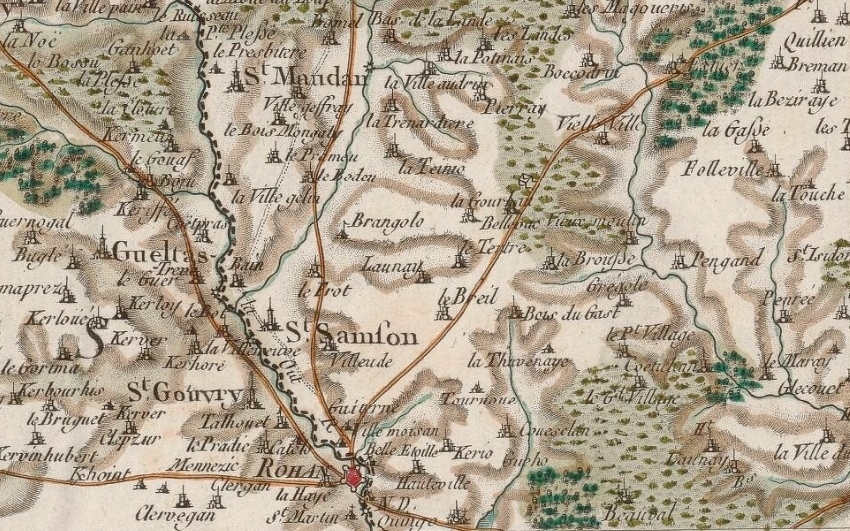
Carte de Cassini de Rohan et des paroisses avoisinantes, dont Saint-Samson (1787).

### LeXIXesiècle
Le 15 février 1888 le conseil municipal de Rohan demande l'annexion de villages dépendant de Crédin et Saint-Samson, « situés aux portes même de Rohan (...) et trop éloignés de leurs chefs-lieux actuels ».

### LeXXesiècle
Le 1er juin 1974, la commune de Saint-Samson est rattachée à celle de Rohan sous le régime de la fusion-association. Le 1er juillet 1994, le rattachement de Saint-Samson à Rohan est transformé en fusion simple.

## Démographie
| 1793 | 1800 | 1806 | 1821 | 1831  | 1841 | 1846 | 1851 | 1856  |
| ---- | ---- | ---- | ---- | ----- | ---- | ---- | ---- | ----- |
| 921  | 768  | 849  | 841  | 1 007 | 901  | 961  | 931  | 1 013 |

| 1861 | 1866 | 1872 | 1876  | 1881  | 1886  | 1891  | 1896  | 1906  |
| ---- | ---- | ---- | ----- | ----- | ----- | ----- | ----- | ----- |
| 964  | 966  | 943  | 1 006 | 1 010 | 1 026 | 1 082 | 1 133 | 1 122 |

| 1911  | 1921  | 1926 | 1931 | 1936  | 1946  | 1954 | 1962 | 1968  |
| ----- | ----- | ---- | ---- | ----- | ----- | ---- | ---- | ----- |
| 1 140 | 1 031 | 979  | 983  | 1 001 | 1 004 | 955  | 957  | 1 003 |

## Lieux et monuments
- Église Saint-Samson, néogothique, 1904
- Chapelle Notre-Dame-de-Bonne-Encontre